# François Gédigier
François Gédigier né en 1957 à Paris, est un monteur de cinéma français.

## Biographie
François Gédigier est notamment le monteur des premiers films d'Arnaud Desplechin, de ceux de Patrice Chéreau, et des derniers films de Claude Berri. Il travaille également à Dancer in the Dark de Lars von Trier, film réputé pour son aspect technique, en particulier avec l'utilisation d'un très grand nombre de caméras vidéos prenant des plans variés lors des scènes musicales et nécessitant un montage complexe.
Il est l'époux de l'écrivaine Marie Desplechin.

## Filmographie
N.B. : la liste se limite aux films où il est crédité en tant que chef-monteur :
- 1991 : La Vie des morts d'Arnaud Desplechin
- 1992 : La Sentinelle d'Arnaud Desplechin
- 1994 : La Reine Margot de Patrice Chéreau
- 1996 : Clubbed to Death (Lola) de Yolande Zauberman
- 1996 : Comment je me suis disputé... (ma vie sexuelle) d'Arnaud Desplechin
- 1997 : Mange ta soupe de Mathieu Amalric
- 1998 : Ceux qui m'aiment prendront le train de Patrice Chéreau
- 1999 : Rembrandt de Charles Matton
- 2000 : Dancer in the Dark de Lars von Trier
- 2001 : Le Stade de Wimbledon de Mathieu Amalric
- 2001 : Intimité de Patrice Chéreau
- 2002 : Une femme de ménage de Claude Berri
- 2003 : Les Sentiments de Noémie Lvovsky
- 2003 : Son frère de Patrice Chéreau
- 2004 : Michael Blanco de Stephan Streker
- 2004 : Comme une image d'Agnès Jaoui
- 2005 : Gabrielle de Patrice Chéreau
- 2005 : L'un reste, l'autre part de Claude Berri
- 2006 : La Tourneuse de pages de Denis Dercourt
- 2007 : Les Méduses de Shira Geffen et Etgar Keret
- 2007 : Ensemble, c'est tout de Claude Berri
- 2008 : Parlez-moi de la pluie de Agnès Jaoui
- 2008 : Home de Ursula Meier
- 2008 : Notre univers impitoyable de Léa Fazer
- 2008 : Bientôt j'arrête de Léa Fazer (Court-métrage)
- 2009 : Trésor de Claude Berri et François Dupeyron
- 2009 : Persécution de Patrice Chéreau
- 2009 : Lignes de front de Jean-Christophe Klotz
- 2010 : L'Arbre de Julie Bertuccelli
- 2011 : Le Moine de Dominik Moll
- 2012 : Sur la route de Walter Salles
- 2013 : Vivre avec Camus (documentaire) de Joël Calmettes
- 2013 : Passion de Brian De Palma
- 2014 : La Magie de Noël (court métrage) de Mathieu Amalric
- 2015 : L'Ombre des femmes de Philippe Garrel
- 2016 : Seul dans Berlin (Alone in Berlin / Jeder stirbt für sich allein) de Vincent Perez
- 2017 : L'Amant d'un jour de Philippe Garrel
- 2017 : Barbara de Mathieu Amalric
- 2020 : L'Agent immobilier (mini-série) de Etgar Keret et Shira Geffen
- 2020 : No Man's Land (mini-série) d'Oded Ruskin
- 2024 : Mister Spade (Monsieur Spade) (mini-série TV) - 6 épisodes

Il a joué également comme acteur le rôle du monteur dans La Chose publique (2003) de Mathieu Amalric et dans Parlez-moi de la pluie (2008) d'Agnès Jaoui.

## Distinctions

### Nominations
- César du meilleur montage
  - en 1995 pour La Reine Margot
  - en 1999 pour Ceux qui m'aiment prendront le train
  - en 2018 pour Barbara